# Rue Montaigne (Rouen)
Pour les articles homonymes, voir Rue Montaigne.
La rue Montaigne est une voie publique de la commune de Rouen.

## Situation et accès
La rue Montaigne est située à Rouen. Elle se trouve en lieu et place de l'ancien lieu-dit Pré de la Bataille, qui constitue plus tard une portion du faubourg Cauchoise. Elle appartient désormais au quartier Pasteur-Madeleine. Elle est parfaitement rectiligne.

## Origine du nom
Cette rue est nommée en hommage au philosophe Michel de Montaigne (1533-1592).